# ГЕС Серра-да-Меза
ГЕС Серра-да-Меза (порт. Usina Hidrelétrica de  Serra da Mesa) — гідроелектростанція в Бразилії у штаті Гояс. Знаходячись перед ГЕС Кана-Брава, становить верхній ступінь у каскаді на річці Токантінс, яка починається на Бразильському нагір'ї неподалік столиці країни Бразиліа та тече на північ до впадіння в річку Пара (правий рукав дельти Амазонки).
У межах проекту річку перекрили кам'яно-накидною греблею з глиняним ядром висотою 154 метри, довжиною 1510 метрів та товщиною по гребеню 11 метрів. Крім того, існують дві земляні дамби висотою 27 та 8 метрів. Разом усі ці споруди потребували 12,4 млн м3 матеріалу та утримують найбільше в країні водосховище з об'ємом 54,4 млрд м3 та корисним об'ємом 43,3 млрд м3). Його площа сягає 1784 км2, а рівень поверхні в операційному режимі може коливатись між позначками 417,3 та 460 метрів НРМ (у випадку повені до 461,5 метра НРМ). Сховище відіграє важливу роль для максимізації виробітку всього розташованого нижче за течією Токантінс каскаду.
Споруджений неподалік греблі підземний машинний зал має розміри 149х29 метрів при висоті 70 метрів. Ресурс, поданий до нього через три водоводи діаметром по 9 метрів, живить три турбіни типу Френсіс потужністю по 431 МВт, які при напорі у 125,5 метра забезпечують виробництво 6,3 млрд кВт-год електроенергії на рік.
Під час спорудження станції провели екскавацію 13,2 млн м3 (в тому числі 10 млн м3 скельних порід) та використали 218 тис. м3 бетону.